# Nousse
 Nousse  (en occitano Nossa) es una población y comuna francesa, situada en la región de Aquitania, departamento de Landas, en el distrito de Dax y cantón de Montfort-en-Chalosse.

## Demografía
| 234 | 220 | 205 | 216 | 219 | 226 |
| Para los censos de 1962 a 1999 la población legal corresponde a la población sin duplicidades (Fuente: INSEE [Consultar]) |     |     |     |     |     |